# Stuart Paton
Stuart Paton (23 de julio de 1883 – 16 de diciembre de 1944) fue un director, guionista y actor cinematográfico escocés, activo principalmente en la época del cine mudo. A lo largo de su carrera dirigió un total de 67 filmes estrenados entre 1915 y 1938, y escribió el guion de 24 producciones entre 1914 y 1927. 
Nacido en Glasgow, Escocia, a pesar de su abundante producción, Paton nunca fue un cineasta especialmente considerado, especialmente en la faceta de la dirección.
Falleció en Woodland Hills, California, siendo inhumado en el Crematorio Chapel of the Pines, en Los Ángeles.

## Filmografía

### Director
- A Gentleman of Art (1915)
- The House of Fear (1915)
- Heart Punch (1915)
- A Photoplay Without a Name, or: A $50.00 Reward (1915)
- The Black Pearl (1915)
- The Story the Clock Told (1915)
- The Bombay Buddha (1915)
- Matty's Decision (1915)
- Courtmartialed (1915)
- The Pursuit Eternal (1915)
- The White Terror (1915)
- Conscience (1915)
- A Substitute Widow (1915)
- Elusive Isabel (1916)
- The Mansard Mystery (1916)
- 20,000 Leagues Under the Sea (1916)
- The Great Torpedo Secret (1917)
- The Voice on the Wire (1917)
- Like Wildfire (1917)
- The Gray Ghost (1917)
- Beloved Jim (1917)
- The Girl in the Dark (1918)
- The Wine Girl (1918)
- The Marriage Lie (1918)
- Border Raiders (1918)
- Terror of the Range (1919)
- The Little Diplomat (1919)
- The Devil's Trail (1919)
- The Fatal Sign (1920)
- Wanted at Headquarters (1920)
- The Torrent (1921)
- The Hope Diamond Mystery (1921)
- Reputation (1921)
- The Conflict (1921)
- Man to Man (1922)
- The Man Who Married His Own Wife (1922)
- The Black Bag (1922)
- The Married Flapper (1922)
- Wolf Law (1922)
- One Wonderful Night (1922)
- The Scarlet Car (1923)
- Bavu (1923)
- Burning Words (1923)
- The Love Brand (1923)
- The Night Hawk (1924)
- The Lady from Hell (1926)
- The Wolf Hunters (1926)
- Frenzied Flames (1926)
- The Baited Trap (1926)
- Forest Havoc (1927)
- Fangs of Destiny  (1927)
- The Four-Footed Ranger  (1928)
- The Bullet Mark (1928)
- The Hound of Silver Creek (1928)
- The Mystery Trooper (1931)
- Air Police (1931)
- In Old Cheyenne (1931)
- First Aid (1931)
- Hell Bent for Frisco (1931)
- Is There Justice? (1931)
- Chinatown After Dark (1931)
- Mounted Fury (1931)
- The Fall of the Alamo (1935)
- The Silent Code (1935)
- Thunderbolt (1935)
- Clipped Wings (1937)
- The Alamo: Shrine of Texas Liberty (1938)

### Guionista
- Out of the Far East, de Frank Hall Crane (1914)
- Love's Victory, de Frank Hall Crane (1914)
- The Silver Loving Cup, de Frank Hall Crane (1914)
- Through the Eyes of the Blind, de Frank Hall Crane (1914)
- His Last Chance, de Frank Hall Crane (1914)
- The Skull, de Frank Hall Crane (1914)
- The Lady of the Island, de Frank Hall Crane (1914)
- Three Men Who Knew, de Frank Hall Crane (1914)
- A Gentleman of Art, de Stuart Paton (1915)
- The House of Fear, de Stuart Paton (1915)
- A Photoplay Without a Name, or: A $50.00 Reward, de Stuart Paton (1915)
- The Black Pearl, de Stuart Paton (1915)
- The Bombay Buddha, de Stuart Paton (1915)
- The Pursuit Eternal, de Stuart Paton (1915)
- Conscience, de Stuart Paton (1915)
- His World of Darkness, de Ben F. Wilson (1916)
- The Mark of Cain, de Joseph De Grasse (1916)
- 20,000 Leagues Under the Sea, de Stuart Paton (1916)
- The Gray Ghost, de Stuart Paton (1917)
- Border Raiders, de Stuart Paton (1918)
- The Blinding Trail, de Paul Powell (1919)
- Dr. Jim, de William Worthington (1921)
- Tainted Money, de Henry MacRae (1924)
- Burning Gold, de John W. Noble (1927)

### Actor
- Out of the Far East, de Frank Hall Crane (1914)
- The Touch of a Child (1914)
- On the Chess Board of Fate, de Hanson Durham (1914)
- The Skull, de Frank Hall Crane (1914)
- Three Men Who Knew, de Frank Hall Crane (1914)
- Great Men Among Us, de William Parke (1915)

### Productor
- A Substitute Widow, de Stuart Paton (1915)
- 20,000 Leagues Under the Sea, de Stuart Paton (1916)
- The Great Torpedo Secret, de Stuart Paton (1917)
- Hell Bent for Frisco, de Stuart Paton (1931)
- Clipped Wings, de Stuart Paton (1937)

### Montador
- The Fall of the Alamo, de Stuart Paton (1935)
- The Alamo: Shrine of Texas Liberty, de Stuart Paton (1938)